# M270 MLRS

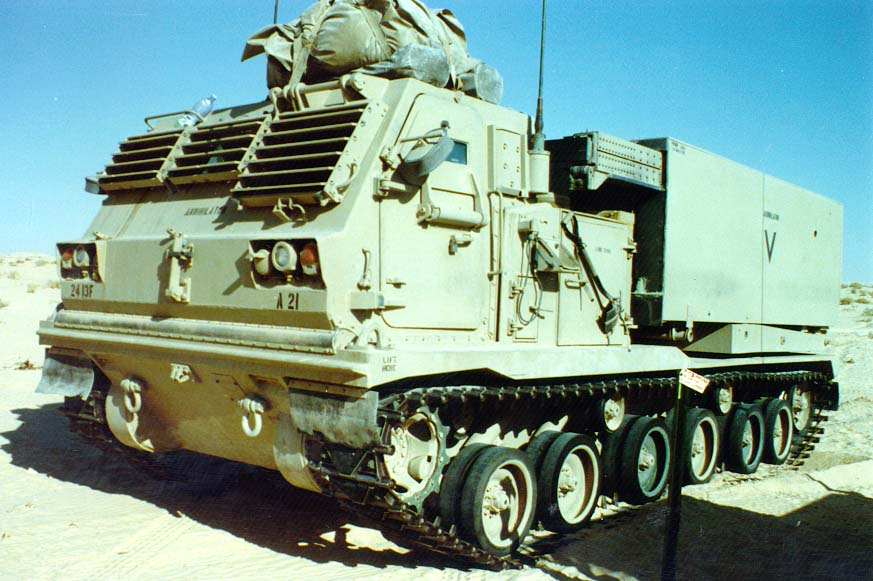
M270 MLRS.

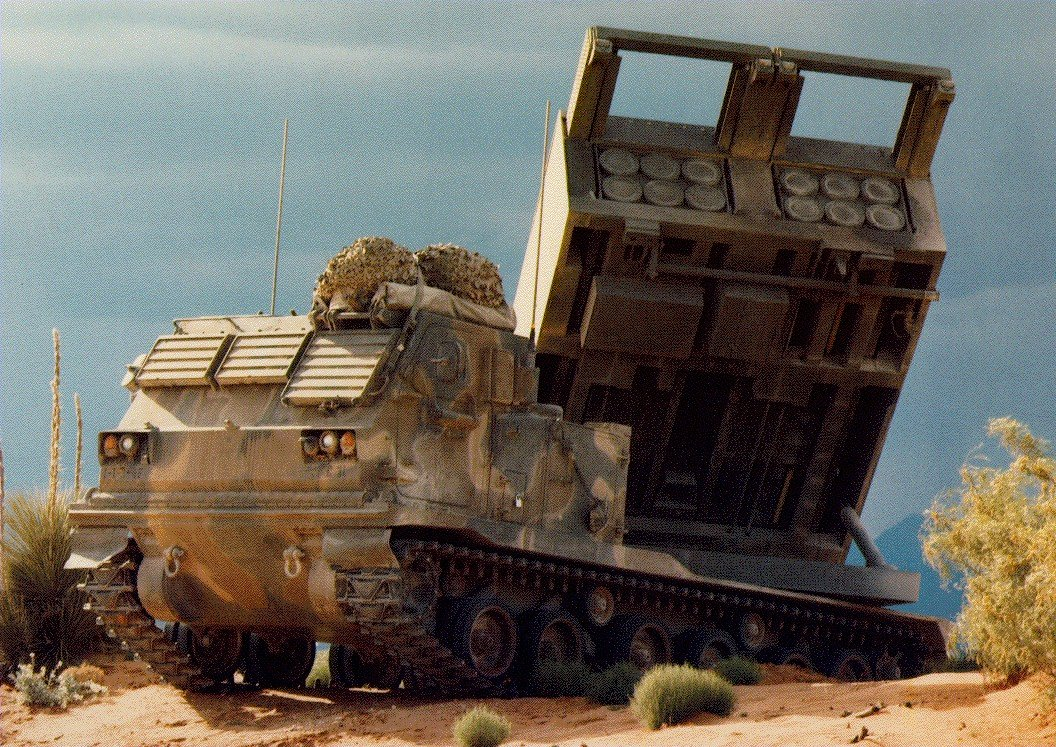
M270 MLRS Listo para disparar.

El M270 MLRS (Multiple Launch Rocket System) es un lanzacohetes múltiple autopropulsado y blindado. Además de cohetes convencionales, el MLRS también puede lanzar cohetes guiados o misiles como el MGM-140 ATACMS.
Los primeros lanzadores fueron entregados al Ejército de los Estados Unidos en 1983. El sistema es utilizado por varios países de la OTAN y algunos sistemas han sido fabricados en Europa. Se han producido unos 1300 lanzadores y más de 700 000 cohetes. El sistema ha sido utilizado en la guerra del Golfo y la guerra de Irak, donde mostró su eficacia. La producción del M270 finalizó en 2003, cuando se entregó el último lote al ejército egipcio.
Los misiles utilizados por los MLRS son de ataque terrestre y tienen un sistema de carga automático dirigido por una computadora instalado en el vehículo portador de la lanzadera.

## Aspectos generales
El sistema puede disparar proyectiles guiados y no guiados hasta una distancia de 42 km (26 mi). Disparando  misiles balísticos, como el  Sistema de Misiles Tácticos del Ejército (en inglés: Army Tactical Missile System, ATACMS) del Ejército de Estados Unidos, puede alcanzar blancos ubicados hasta una distancia de 300 km (186 mi); la cabeza de guerra de tales armas puede alcanzar una altitud aproximada de 50 kilómetros (164 042 pies). El M270 puede usar tácticas de disparar-y-esconderse, lanzando rápidamente sus cohetes y alejándose a continuación del lugar de disparo para evitar el fuego contra-batería.
El MLRS fue desarrollado de forma conjunta por Reino Unido, Estados Unidos, Alemania, Italia y Francia, a partir del sistema más antiguo conocido como Sistema de Cohetes de Apoyo General (en inglés: General Support Rocket System, GSRS). Al sistema de armas M270 MLRS se le conoce colectivamente como el Cargador/Lanzador Autopropulsado MLRS M270 (en inglés: M270 MLRS Self-propelled Loader/Launcher, SPLL). El SPLL está compuesto por 3 subsistemas primarios: el Módulo Cargador Lanzador M269 (en inglés: M269 Loader Launcher Module, LLM), que también contiene los componentes electrónicos del Sistema de Control de Fuego, el cual está instalado en el Vehículo de Transporte M993 (en inglés: M993 Carrier Vehicle). El M993 es un derivado del chasis del vehículo de combate de infantería M2/M3 Bradley.
Los cohetes y misiles ATACMS están almacenados en contenedores intercambiables. Cada contenedor almacena seis cohetes estándar o un misil guiado ATACMS; los dos tipos no pueden ser mezclados. El LLM puede recibir dos contenedores al mismo tiempo que son cargados manualmente usando un sistema con cabrestante integrado. Los doce cohetes o los dos misiles ATACMS pueden ser disparados en menos de un minuto. Un lanzador que dispara sus doce cohetes puede abarcar completamente un kilómetro cuadrado con  submuniciones. Por esta razón, algunas veces al MLRS se le conoce como el "Grid Square Removal System" (en castellano: Sistema de Remoción de Cuadrículas" (usualmente los mapas métricos están divididos en cuadrículas de 1 km). Actualmente el Ejército de Estados Unidos está trabajando para desarrollar y desplegar un cohete unitario (con una sola y única cabeza de guerra en vez de usar submuniciones) y en variantes del ATACMS, así como en un cohete guiado.
En el año 2006, el MLRS fue mejorado para disparar proyectiles guiados. La fase I de las pruebas de un proyectil guiado unitario (XM31) se completó en marzo de 2006 tras un programa acelerado. Debido a una Declaración Urgente de Necesidad (en inglés: Urgent Need Statement, UNS), el proyectil unitario guiado ya ha sido desplegado y usado en acción en Irak. También Lockheed Martin ha recibido un contrato para reconvertir los cohetes M30 DPICM GMLRS existentes a la variante unitaria XM31.
Un sistema de artillería alemán en desarrollo, llamado Cañón de Artillería Modular, ha usado el chasis del MLRS como vehículo portador durante su desarrollo.
En el año 2012, se entregó un contrato para mejorar el blindaje de los M270 así como el sistema de control de fuego a los estándares usados en el HIMARS.

## Historial operativo

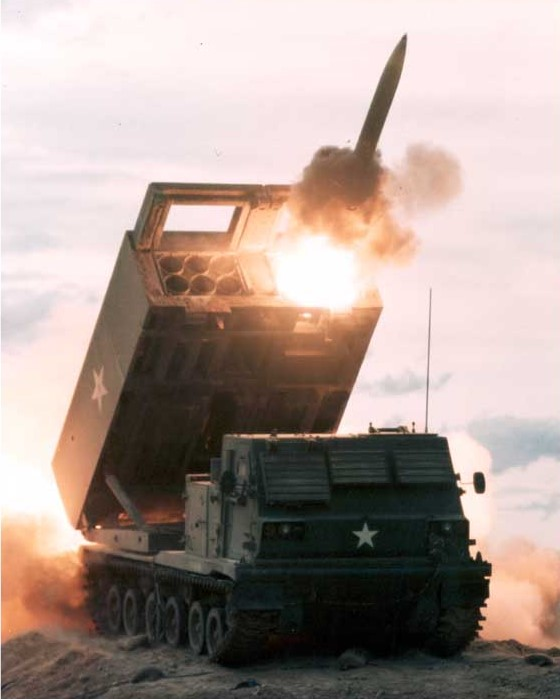
Un M270 MLRS realizando un lanzamiento de un cohete.

Cuando fue desplegado por primera vez con el Ejército de Estados Unidos, el MLRS fue utilizado en un batallón compuesto consistente en dos baterías de artillería tradicional (obuses) y una batería de MLRS SPLL (cargador/lanzador autopropulsado, en inglés: Self-Propelled Loader/Launchers, SPLL). La primera unidad orgánica operacional compuesta solamente por MLRS fue el 6.º Batallón, 27.º de Artillería de Campaña.
El 1 de octubre de 1984 el 6.º Batallón 27.º de Artillería de Campaña fue reactivado como el primer batallón de Sistema de Lanzamiento Múltiple de Cohetes del Ejército. Posteriormente conocidos como el "Proud Rockets". En marzo de 1990, la unidad se desplegó en el Polígono de Tiro de Misiles de White Sands en Nuevo México para realizar las Pruebas Operativas Iniciales y la Evaluación del Sistema de Misiles Tácticos del Ejército (en inglés: Army Tactical Missile System, ATACMS). El éxito de estas pruebas dio paso a la entrada en servicio de un sistema de misiles ideado para proporcionar apoyo de fuego de larga distancia y alta precisión.
El 2 de septiembre de 1990, el 6.º Batallón 27.º de Artillería de Campaña se desplegó en Arabia Saudita para apoyar la Operación Zorro del Desierto. Asignado al XVIII Cuerpo de Artillería Aerotransportado, la unidad jugó un rol crítico en la defensa inicial de Arabia Saudita. En cuanto la operación Desert Shield cambió a Desert Storm, el batallón fue la primera unidad de artillería de campaña estadounidense en disparar contra Kuwait. En el curso de la guerra, el 6.º Batallón 27.º de Artillería de Campaña proporcionó apoyo por fuego de cohetes y misiles a ambos cuerpos estadounidenses presentes en el teatro de operaciones, la 82.ª División Aerotransportada, la 6.ª División Blindada Ligera francesa, la 1.ª División Blindada, la 1.ª División de Infantería, la 101.ª División Aerotransportada y la 24.ª División de Infantería (Mecanizada).
La Batería A del 92.º de Artillería de Campaña (MLRS) fue desplegada en la guerra del Golfo en el año 1990 desde Fort Hood, Texas. El 3/27.º de Artillería de Campaña (MLRS) desde Fort Bragg se desplegó en apoyo de la Operación Zorro del Desierto en agosto de 1990. La batería A/21.º de Artillería de Campaña (MLRS) - la 1.ª División de Caballería Artillería se desplegó en apoyo de la Operación Desert Shield en septiembre de 1990. En diciembre de 1990, la batería A-40.º de Artillería de Campaña (MLRS) - 3.ª División Blindada Artillería (Hanau), 1/27.º de Artillería de Campaña (MLRS) parte de la 41.ª Brigada de Artillería de Campaña (Babenhausen) y el 4/27.º de Artillería de Campaña (MLRS) (Wertheim) desplegados para apoyar la Operación Desert Shield desde sus bases en Alemania y el 1/158.º de Artillería de Campaña desde la Guardia Nacional de Oklahoma desplegada en enero de 1991.

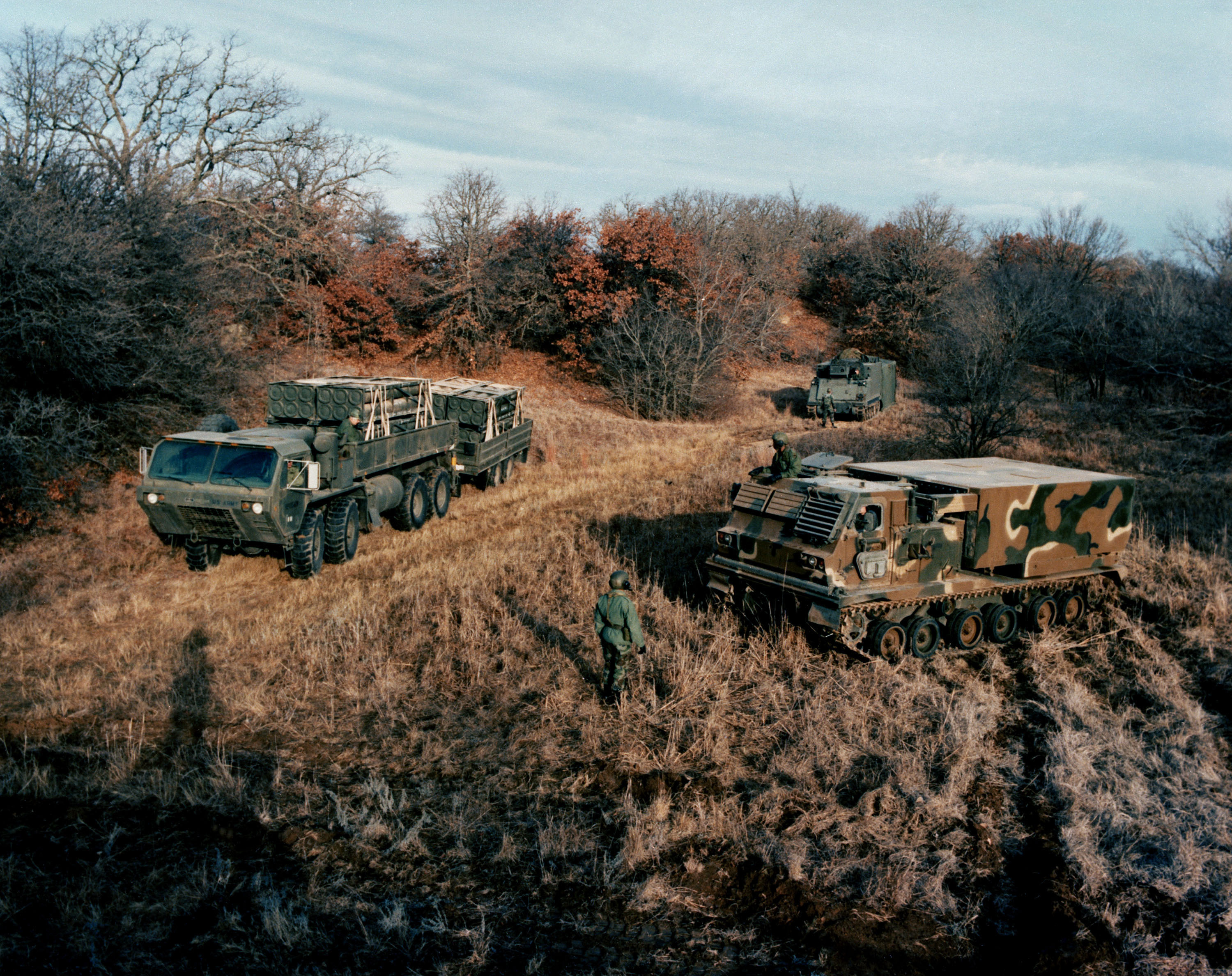
Un sistema MLRS con vehículo de lanzamiento, cargador y un centro de mando al interior de un transporte blindado de personal.

A principios de febrero de 1991, el 1/27.º de Artillería de Campaña lanzó el mayor ataque nocturno de artillería por MLRS de la historia. Ha sido ampliamente utilizado en numerosos conflictos militares incluyendo la invasión de Irak de 2003. En marzo de 2007, el  Ministerio de Defensa británico decidió enviar una tropa de MLRS para apoyar las operaciones que se desarrollaban en la provincia meridional de Helmand en Afganistán; éstos usarán las recientemente desarrolladas municiones guiadas.
En abril de 2011 se entregó el primer MLRS II y cohete M31 modernizados a la Escuela de Artillería del Ejército Alemán en Idar-Oberstein. El Ejército Alemán opera el cohete M31 hasta una distancia de 90 km.

## Versiones
- M270 es la versión original, equipada con una carga de armas de 12  cohetes en dos contenedores de lanzamiento de seis unidades cada uno. El lanzador blindado y equipado con orugas utiliza un chasis alargado de un Bradley lo que le confiere una alta movilidad en terreno abrupto.

- M270 IPDS era una mejora temporal aplicada a una cantidad limitada de lanzadores para proporcionarles la capacidad de disparar los misiles ATACMS Bloque IA de mayor alcance y de guiado asistido por GPS, misiles unitarios de reacción rápida y misiles del Bloque II hasta que hubiese suficientes lanzadores M270A1 desplegados.

- M270A1 fue el resultado de un programa de mejoras en el año 2005 realizado para el Ejército de Estados Unidos y posteriormente para varios otros países. El lanzador aparentemente es idéntico al M270, pero incorpora un sistema de control de fuego mejorado (en inglés: Improved Fire Control System, IFCS) y un sistema mecánico mejorado de lanzamiento (en inglés: Improved Launcher Mechanical System, ILMS). Esto permite el uso de procedimientos de lanzamiento significativamente más rápidos y el disparo de nuevos tipos de municiones, incluyendo el de cohetes guiados por GPS.

- M270B1 es una mejora para el Ejército Británico, similar a la versión A1, pero también incluye un paquete de blindaje mejorado, lo que le da a la tripulación una mejor protección contra ataques usando  artefactos explosivos improvisados.

## Cohetes y misiles usados por el MLRS

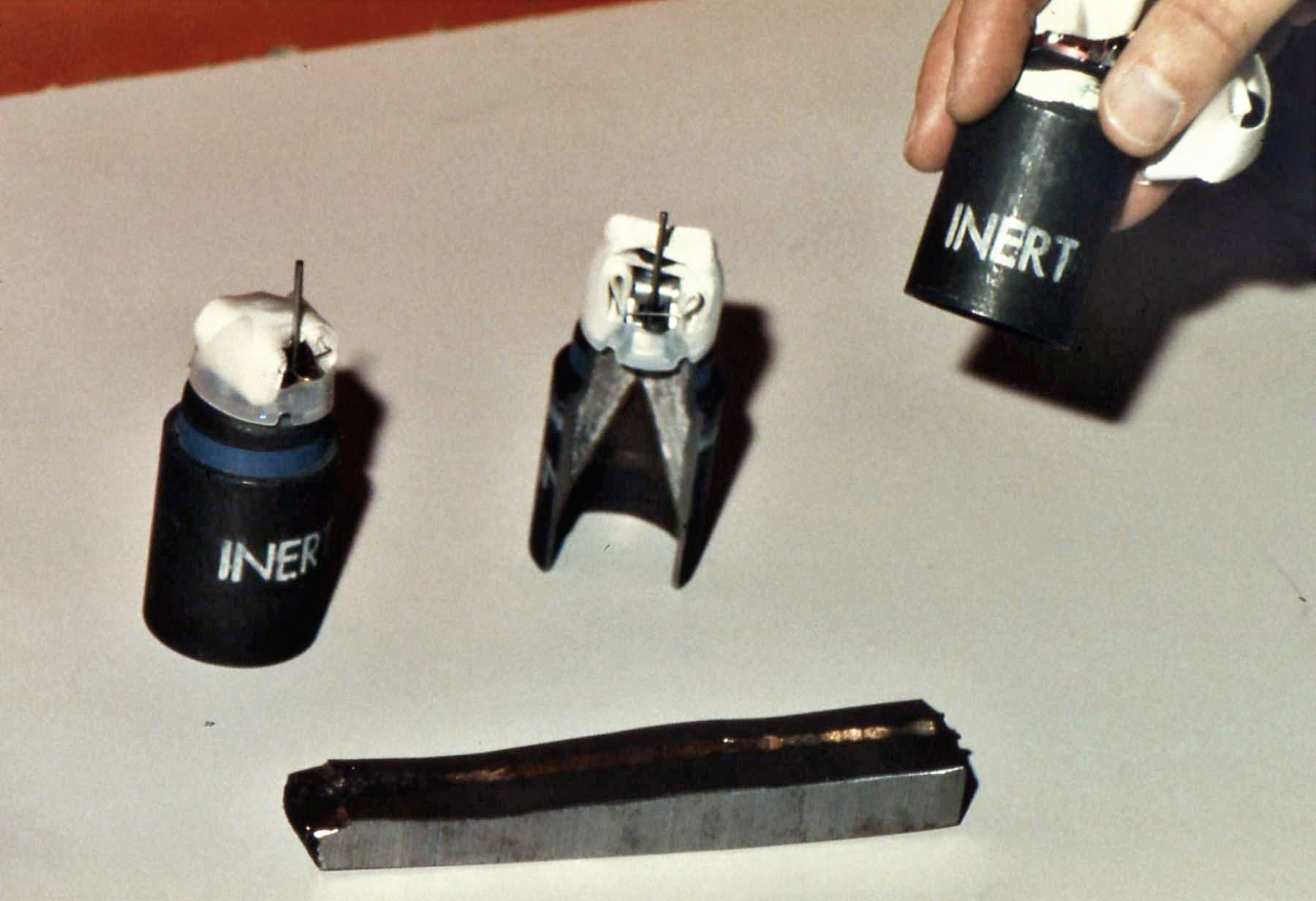
Submunición M77 DPICM "Lluvia de Acero" típica usada por el cohete M26 del MLRS. Cada cohete lleva 644 M77. La M77 fue desarrollada a partir de la M483A1 que a su vez fue desarrollada para ser usada en proyectiles de artillería.

El sistema M270 puede disparar la familia de municiones MLRS (en inglés: MLRS Family Of Munition, MFOM), que consiste en cohetes y misiles de artillería fabricados y usados por numerosas plataformas y países. Entre otros:
- M26 (Estados Unidos): Cohete con 644 submuniciones M77 (Munición Convencional Mejorada de Doble Propósito) (en inglés: Dual-Purpose Improved Conventional Munition, DPICM), con un alcance de 32 km.
  - M26A1 (Estados Unidos): Cohete de Alcance Extendido (en inglés: Extended Range Rocket, ERR), con un alcance de 45 km y 518 submuniciones M85 (una versión mejorada de la submunición M77 DPICM).
  - M26A2 (Estados Unidos): Como la M26A1, pero usando submuniciones M77.
- M27 (Estados Unidos): Contenedor de lanzamiento de entrenamiento completamente inerte para permitir el entrenamiento del ciclo completo de carga.
- M28 (Estados Unidos): Cohete de entrenamiento. Es un M26 con tres contenedores de lastre y tres contenedores de generadores de humo en lugar de la carga de submuniciones.
  - M28A1 (Estados Unidos): Cohete de práctica de alcance reducido (en inglés: Reduced Range Practice Rocket, RRPR) con una nariz aplastada. Alcance reducido a 9 km.
- XM29 (Estados Unidos): Cohete con submuniciones Sense and Destroy ARMor. No estandarizado.
- M30 (Estados Unidos): MLRS Guiado (en inglés: Guided MLRS, GMLRS). Un cohete de guiado de precisión, con un alcance de más de 60 km con una carga estándar de 404 submuniciones M85.
  - M31 (Estados Unidos): MLRS Unitario Guiado (en inglés: Guided Unitary MLRS, GUMLRS). Variante del M30 con una cabeza de guerra unitario de alto explosivo para ser usado en terreno urbano y montañoso.[11]
- M39 (MGM-140) (Estados Unidos): Sistema de Misil Táctico del Ejército (en inglés: Army Tactical Missile System, ATACMS). Un misil guiado de tamaño grande que usa el lanzador M270, con una variedad de cabezas de guerra.
- XM135 (Estados Unidos): Cohete con una cabeza de  guerra química binaria (VX). No estandarizada.
- AT2 (Alemania, Reino Unido, Francia): Cohete SCATMIN con 28  minas antitanques y un alcance de 38 km.
- PARS SAGE-227 F (Turquía): MLRS Guiado Experimental (en inglés: Experimental Guided MLRS, GMLRS) desarrollado por TUBITAK-SAGE para reemplazar a los cohetes M26.

### Especificaciones de los cohetes
- Calibre: 227 mm (8,94 pulgadas)
- Largo: 3,94 m (12,93 pies)
- Motor: cohete de combustible sólido

| Nombre          | Peso                 | Alcance (máximo)     | Guía    | Cabeza de guerra                                                                                        |
| --------------- | -------------------- | -------------------- | ------- | --- |
| M26             | 306 kg (675 libras)  | 32 km (20 millas)    |         | 644 submuniciones M77 DPICM                                                                             |
| M26A1/A2        | 296 kg (650 libras)  | más de 45 km (28 mi) |         | M26A1: 518 submuniciones M85 DPICM M26A2: 518 submuniciones M77 DPICM                                   |
| M30/M31         |                      | 60 km (37 millas)    | GPS/INS | M30: 404 submuniciones M85 DPICM M31: cabeza de guerra de 90 kg (200 libras) unitaria de alto explosivo |
| AT2 SCATMIN     | 254 kg (561 libras)  | 39 km (24 millas)    |         | |
| PARS SAGE-227 F | más de 300 kg/160 kg | 70 km (43 millas)    |         | |

### Programa de cabeza de guerra alternativa
El 22 de mayo de 2013, Lockheed y Alliant Techsystems hicieron pruebas con un cohete GLMRS equipado con una nueva cabeza de guerra equipada con munición de racimo. La cabeza de guerra, desarrollada bajo el Programa de Cabeza de Guerra Alternativa (en inglés: Alternative Warhead Program, AWP), dirigido a producir un reemplazo de las submuniciones DPICM en los cohetes guiados M30. La cabeza de guerra AWP tendrá igual o mayor efecto contra blancos materiales o de personal, mientras que no dejará armamento sin explosionar en el área atacada.
El 23 de octubre de 2013, Lockheed llevó a cabo una tercera y última prueba de vuelo de desarrollo de ingeniería de la cabeza de guerra alternativa GMLRS. Se dispararon tres cohetes hasta una distancia de 17 kilómetros que destruyeron sus blancos. Ahora el Programa de Cabeza de Guerra Alternativa avanzará hasta la etapa de pruebas de calificación de producción.

## Especificaciones del lanzador M993
- Entrada en servicio: 1982 (Ejército de Estados Unidos)
- Primer uso en combate: 1991 (primera guerra del Golfo)
- Sirvientes: 3
- Peso cargado: 24.756 kg
- Longitud: 6,85 metros (22 pies 6 pulgadas)
- Anchura: 2,97 metros (9 pies 9 pulgadas)[15]
- Altura (almacenado): 2,57 metros (8 pies 5 pulgadas)[16]
- Altura (con elevación máxima): no disponible
- Velocidad máxima en carretera: 64 km/h
- Autonomía con velocidad de crucero: 480 km
- Tiempo de recarga: 4 minutos (M270) 3 minutos (M270A1)
- Motor: Turbo-charged V8 Cummins VTA903 diesel 500 hp versión 2.
- Transmisión turbo de conducción cruzada totalmente controlado de forma electrónica
- Coste medio por unidad: $2,3 millones de dólares[17]

## Operadores
- Arabia Saudita: Fuerzas Armadas de Arabia Saudita (50)
- Baréin: Real Ejército de Baréin (9)
- Egipto: Ejército Egipcio (48)
- Finlandia: Ejército finlandés (33 + 1 quemado, conocido como 298 RsRakH (Raskas RaketinHeitin) 06, literalmente "lanzador de cohetes pesado")
- Francia: Ejército Francés (44)
- Alemania:  Ejército Alemán (conocido como MARS Mittleres Artillerie Raketen System, literalmente Sistema Medio de Artillería de Cohetes) (50 + 202)
- Grecia: Ejército Griego (36)
- Israel: Fuerzas de Defensa de Israel (48) (conocido como "Menatetz" מנתץ, "Aplastador")
- Italia: Ejército Italiano (22)
- Japón: Fuerza Terrestre de Autodefensa de Japón (99)
- Países Bajos: Real Ejército de los Países Bajos (actualmente no se encuentra en servicio, se vendieron a Finlandia) (22)
- Noruega: Ejército Noruego (12) (actualmente no se encuentra en servicio)
- Dinamarca: Real Ejército Danés (actualmente no se encuentra en servicio, se vendieron a Finlandia) (12)
- Corea del Sur: Ejército de la República de Corea (58)
- Turquía: Ejército Turco (12)
- Reino Unido:  Real Artillería del Ejército Británico (42)
- Estados Unidos: Ejército de Estados Unidos (840 + 151)

### Desarrollos relacionados
- Lanzacohetes múltiple

### Armas similares
- LAR-160
- / LAROM
- / TAM VCLC
- Astros II
- Cohete Rayo
- SLM FAMAE
- HIMARS
 MLRS
- / RM-70
- / WR-40 Langusta
- Lanzacohetes múltiple "Teruel"
- / BM-21 Grad
 / BM-30
- / Katyusha
- TOS-1
- // M-63 Plamen
// M-77 Oganj
 // M-87 Orkan